# Herbert Fleischner

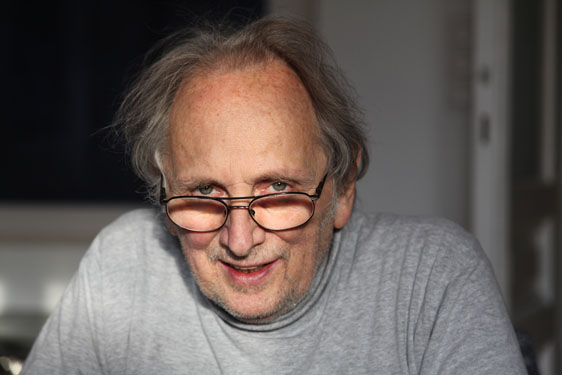
Herbert Fleischner, 2017

Herbert Fleischner (* 29. Januar 1944 in London) ist ein österreichischer Mathematiker.

## Leben
Fleischner lebt seit 1946 in Wien, wo er das BRG I Stubenbastei besuchte und von 1962 bis 1968 an der Universität Wien bei den Professoren Nikolaus Hofreiter und Edmund Hlawka Mathematik studierte. Er promovierte im Jahr 1968 bei Hlawka über das Thema Sätze über Eulersche Graphen mit speziellen Eigenschaften, Sätze über die Existenz von Hamiltonschen Linien. Die tatsächliche Betreuung seiner Dissertation erfolgte durch Herbert Izbicki. Von 1973 bis 2002 war er mit Unterbrechungen durch Auslandsaufenthalte an der Österreichischen Akademie der Wissenschaften (ÖAW) tätig. Zu seinen zahlreichen Gastaufenthalten zählen SUNY Binghamton (1970–1972), Institute for Advanced Study (Princeton, 1972–1973, NSF Grant), Memphis State University (jetzt Memphis University, 1977), MIT (1978, Max Kade Stipendium), University of Zimbabwe (Academic Staff Development Project gesponsert von Österreichischer Entwicklungskooperation und UNESCO, 1997–1999), West Virginia University (2002) und Texas A&M University (Sommersemester 2003 und Sommersemester 2006).
Fleischner forscht hauptsächlich im Bereich Graphentheorie über hamiltonsche und eulersche Graphen. Sein Hauptresultat ist der Beweis des Satzes: Das Quadrat eines zweifach zusammenhängenden Graphen hat eine Hamiltonsche Linie. Er bewies diesen Satz, der nach ihm als Fleischner's theorem benannt wurde, in einem im Jahr 1971 eingereichten und im Jahr 1974 veröffentlichten Artikel.
Ein weiterer Meilenstein in seiner Forschung ist die gemeinsam mit Michael Stiebitz erfolgte Lösung des „Cycle plus Triangles Problems“ von Paul Erdős.
Fleischner veröffentlichte mehr als 90 Publikationen in wissenschaftlichen Zeitschriften. Seine Erdős-Zahl ist 2. Durch seine Freundschaft mit dem Maler Robert Lettner kam es zu einer Kooperation, die in einer Gegenüberstellung mathematischer und malerischer Resultate mündete.
Er war in den Jahren von 2002 bis 2007 Chairman des Committee for Developing Countries der European Mathematical Society (EMS-CDC).

## Schriften
- Eulerian Graphs and Related Topics: Part 1, Volume 1 (= Annals of Discrete Mathematics Band 45). Elsevier, Juli 1990, ISBN 978-0-444-88395-7.
- Eulerian Graphs and Related Topics: Part 1, Volume 2 (= Annals of Discrete Mathematics Band 50). Elsevier, Juni 1991, ISBN 978-0-444-89110-5.
  - russische Übersetzung von В. А. Евстигнеева u. a.: Эйлеровы графы и смежные вопросы. Moskau: Мир, 2002.
  - chinesische Übersetzung von Sūn Zhìrén 孙志人 u. a.: 《欧拉图与相关专题》　Beijing: 科学出版社, 2012.